# عمارة إنجلترا

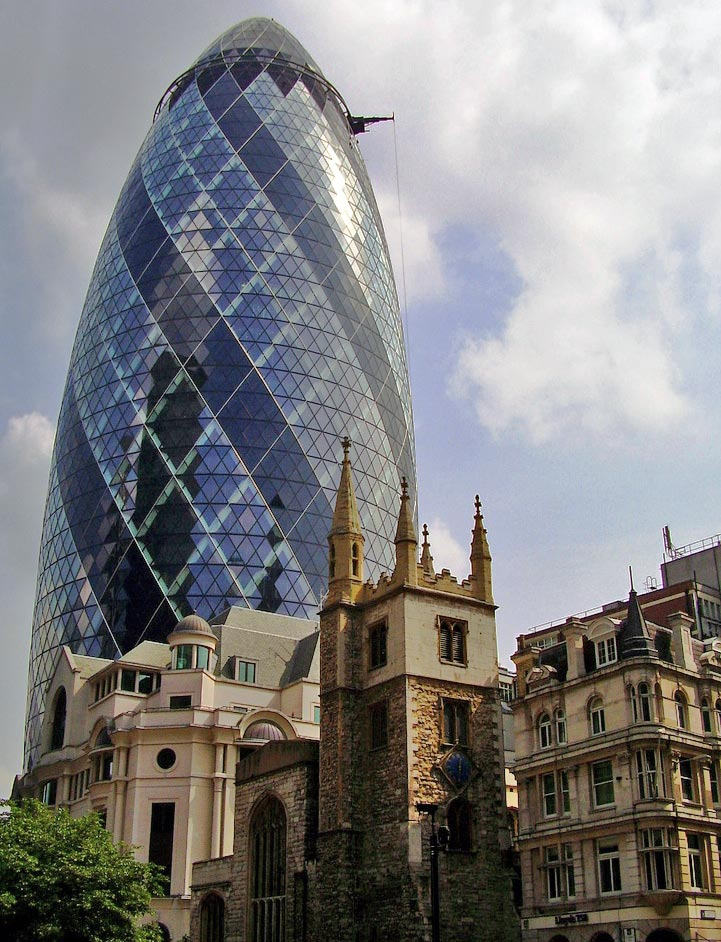
برج سويس ري (2004) للمعماري نورمان فوستر يطل من أعلى على كنيسة القديس أندرو من القرن السادس عشر في حي مدينة لندن.

عمارة إنجلترا هي عمارة إنجلترا الحديثة والعمارة في مملكة إنجلترا التاريخية. غالبًا ما تشمل المباني التي أُنشئت تحت التأثير الإنجليزي أو من قبل معماريين إنجليزيين في أجزاء أخرى من العالم، خاصةً في المستعمرات والإمبراطورية الإنجليزية والبريطانية لاحقًا، والتي تطورت إلى دول الكومنولث.
بصرف النظر عن عمارة الأنجلوسكسونيون، نشأت الأشكال الرئيسية للعمارة غير العامية المستخدمة في إنجلترا قبل عام 1900 في مكان آخر في أوروبا الغربية، وبشكل رئيسي في فرنسا وإيطاليا، في حين اُشتقت عمارة الحداثة في القرن العشرين من التأثيرات الأوروبية والأمريكية. دُمجت كل من هذه الأساليب الأجنبية في الثقافة المعمارية الإنجليزية وأدت إلى تنوع وابتكار محليين، مما ولّد أشكال قومية مميزة. من بين أكثر الأساليب المميزة التي نشأت في إنجلترا هي الأسلوب القوطي العمودي في أواخر العصور الوسطى، والأسلوب القوطي الفيكتوري الرفيع وأسلوب الملكة آن.

## عمارة ما قبل التاريخ في إنجلترا

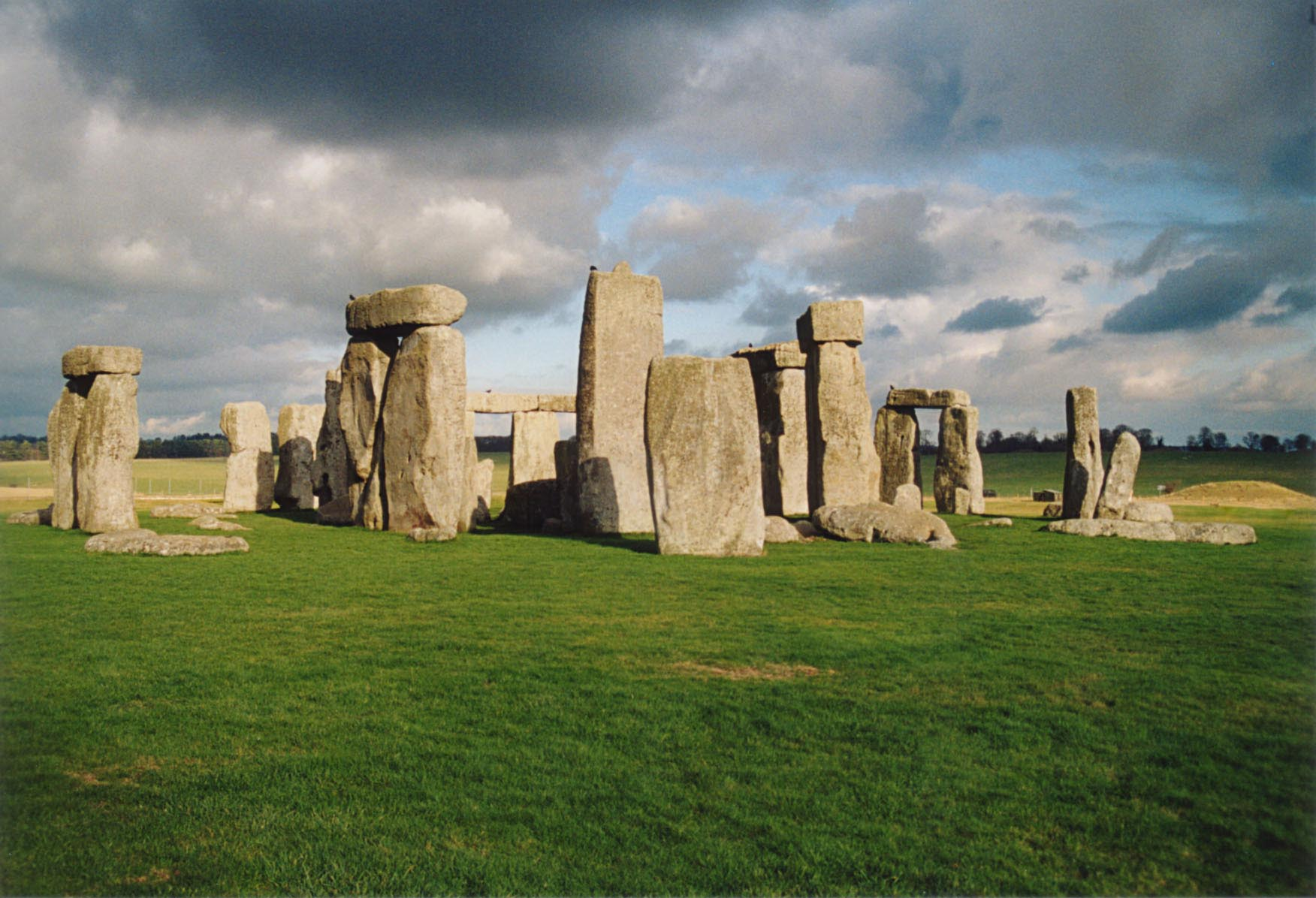
ستونهينج.

أقدم الأمثلة المعروفة للهندسة المعمارية في إنجلترا هي المقابر المغليثية من العصر الحجري الحديث، مثل تلك الموجودة في وايلاندز سميثي وويست كينيت لونج بارو. هذه المناطير شائعة في معظم أنحاء أوروبا الأطلسية: إسبانيا الحالية، وبروتاني، وبريطانيا العظمى، وأيرلندا. أظهر التأريخ بالكربون المشع أنها، كما يقول المؤرخ جون ديفيز: «أول إنشاءات كبيرة ودائمة للإنسان، وأقدمها أقدم بحوالي 1500 عام من الأهرامات الأولى في مصر». تعد المعالم النيوليثية لأفيبري وستونهنج من أكبر وأشهر المعالم الصخرية في العالم. الهيكل عبارة عن تقويم سنوي، ولكن سبب الحجم الكبير غير معروف على وجه اليقين، وتشمل الاقتراحات الزراعة، والاستخدامات الاحتفالية، وتفسير الكون. يشكلون مع المواقع القريبة الأخرى، مثل سيلبري هيل، وجادة بيكهامبتون، وجادة بيكهامبتون، موقعًا للتراث العالمي لليونسكو يسمى «ستونهنج، وأفيبري، والمواقع المرتبطة».
يمكن رؤية العديد من الأمثلة على العمارة البرونزية والعصر الحديدي في إنجلترا. تعد آثار الدفن المغليثية، إما الجثوات الفردية (المعروفة والمعينة على خرائط مسح الذخائر البريطانية الحديثة مثل تومولي) أو تابوت يغطيه ركام من الحجارة أحيانًا، شكلًا واحدًا. والآخر هو أعمال الحفر الدفاعية المعروفة باسم حصون التل، مثل قلعة مايدين وقلعة كادبوري. تشير الأدلة الأثرية إلى أن العمارة المحلية في العصر الحديدي البريطاني مالت نحو المساكن الدائرية، والمعروفة باسم المنازل المستديرة.

## العمارة الرومانية
جلبت الفترة الرومانية تشييد أول مبانٍ ضخمة في بريطانيا، ولكن القليل منها فقط بقي فوق سطح الأرض بجانب التحصينات. وتشمل هذه أقسام من جدار هادريان، وجدران مدينة تشيستر، والحصون الساحلية مثل تلك الموجودة في بورتشيستر، وبيفينسي، وقلعة بورغ، والتي نجت من خلال الاندماج في القلاع اللاحقة. وتشمل الهياكل الأخرى التي لا تزال قائمة منارة في قلعة دوفر، وهي الآن جزء من الكنيسة. في معظم الحالات، تشهد الأُسس والأرضيات وقواعد الجدران فقط على هيكل المباني السابقة. كان بعضها على نطاق كبير، مثل قصر فيشبورن وثرمي في باث. ترتبط المباني الأكثر أهمية في العصر الروماني ارتباطًا وثيقًا بأسلوب الهياكل الرومانية في الاماكن الأخرى، على الرغم من أن طرق بناء العصر الحديدي التقليدية ظلّت تُستخدم بشكل عام في المساكن المتواضعة، خاصةً في المناطق الريفية.

## عمارة إنجلترا في العصور الوسطى

### عمارة الأنجلوسكسونيون
تُوجد عمارة الفترة الأنجلوسكسونية في شكل كنائس فقط، وهي الهياكل الوحيدة التي شُيدت عادة من الحجر بجانب التحصينات. تعود أقدم الأمثلة إلى القرن السابع، لا سيما في برادويل أون سي وإسكومب، ولكن الغالبية من القرنين العاشر والحادي عشر. بسبب التدمير المنهجي واستبدال الكاتدرائيات والأديرة الإنجليزية من قبل النورمان، لا توجد كنائس أنجلوسكسونية كبرى على قيد الحياة؛ أكبر مثال موجود في بريكسورث.
المادة الرئيسية هي البناء بالحجر، مصحوبة أحيانًا بتفاصيل في الطوب الروماني المعاد استخدامه. عادة ما تكون الكنائس الأنجلوساكسونية عالية وضيقة وتتكون من صحن ومذبحة أضيق. غالبًا ما يكون هذا مصحوبًا ببرج غربي. يتميز بعضها برواق (غرف الإسقاط) إلى الغرب أو إلى الشمال والجنوب، ما يكوّن مخطط صليبي. من المميزات حجر الزاوية في «العمل الطويل والقصير» (الكتل الرأسية والأفقية بالتناوب) والنوافذ الصغيرة ذات القمم المستديرة أو المثلثية، المليئة بعمق أو في مجموعات من اثنين أو ثلاثة مقسمة بأعمدة القرفصاء. الشكل الأكثر شيوعًا للديكور الخارجي هو شرائط الليسين (شرائط رقيقة عمودية أو أفقية من حجر الإسقاط)، وعادة ما يتم دمجها مع الممرات العمياء. تُلاحظ أمثلة على ذلك في إيرلز بارتون، وبرادفورد أون آفون، وبارتون أبون هامبر.

### عمارة النورمان
في القرن الحادي عشر، كان النورمان من بين الدعاة الرائدين في أوروبا للعمارة الرومانسكية، وهو أسلوب بدأ يؤثر على بناء الكنائس الإنجليزية قبل عام 1066، لكنه أصبح النمط السائد في إنجلترا مع الموجة الضخمة من البناء التي أعقبت الفتح النورماندي. دمر النورمان جزءًا كبيرًا من كنائس إنجلترا وقاموا ببناء بدائل رومانية، وهي عملية شملت جميع كاتدرائيات إنجلترا. تم إعادة بناء معظم هذه المباني على الطراز القوطي في وقت لاحق جزئيًا أو كليًا، وعلى الرغم من أن الكثير من هذه المباني لا تزال تحتفظ بأجزاء رومانية كبيرة، إلا أن كاتدرائية دورهام فقط تبقى هيكلًا رومانيًا بالمجمل (بجانب كنائس سانت ألبان وساوثويل في فترة العصور الوسطى). حتى دورهام تعرض سمات انتقالية مهمة أدت إلى ظهور العمارة القوطية. تتميز الكنائس الرومانية بأقواس مستديرة وأروقة مدعومة بأرصفة أسطوانية ضخمة وقناطر ضلعية وزخرفة نحتية قليلة النقش. ضمن ميزات عمارة النورمان هي أنماط الشيفرون الزخرفية.
في أعقاب الغزو، بنى ويليام الأول وأمراءه العديد من القلاع الخشبية التي تسمى قلاع موت آند بيلي لفرض سيطرتهم على السكان الأصليين. أعيد بناء العديد منها لاحقًا من الحجر، بدءًا ببرج لندن.
هناك أيضًا عدد صغير جدًا من المباني النورمانية المنزلية التي لا تزال قائمة، على سبيل المثال بيت اليهود، لينكولن؛ منازل مانور في سالتفورد وبوثبي باجنال؛ والبيوت المحصنة مثل قلعة أوكهام.

### العمارة العامية
لم يبقى سوى القليل من العمارة العامية في العصور الوسطى بسبب استخدام مواد قابلة للتلف في الغالبية العظمى من المباني. تم بناء معظم المباني المحلية على إطارات خشبية، وعادة ما تكون مع القش والجص. كانت الأسقف مغطاة عادة بالقش؛ كما تم استخدام القوباء المنطقية الخشبية، وبدأ استخدام البلاط والأردواز في القرن الثاني عشر في بعض المناطق. في القرن الثاني عشر تقريبًا، قُدّم إطار الكروك، مما زاد من حجم المباني العامية ذات الإطار الخشبي. عادةً، كانت المنازل الأكبر من هذه الفترة قائمة حول قاعة كبيرة مفتوحة من الأرض إلى السقف. تم تقسيم خليج واحد في كل نهاية إلى طابقين واستُخدم لغرف الخدمة وغرف خاصة للمالك. حتى المنازل عالية المستوى للغاية كانت صغيرة بالمعايير الحديثة، باستثناء منازل الأغنياء جدًا.
تضمنت المباني التي بقيت على قيد الحياة من هذه الفترة منازل المزارع على الخنادق المائية، والتي يمثل اغثم موت مثالًا بارزًا لها في أواخر العصور الوسطى، وبيوت ويلدن هول مثل بيت الفريستون كرجيس. مكتب بريد تنتجيل القديم هو منزل مزرعة من القرن الرابع عشر، وهو في جزء من البلاد حيث كان الحجر مادة البناء النموذجية لمنازل أفضل. يعتبر ليتل موريتون هول وهو منزل مزرعة كبير بدأ في 1504-1508 وتم توسيعه لاحقًا، تحفة شهيرة من نصف الخشب المزخرف. بالقرب من الحدود الأسكتلندية الخطيرة، كان برج بييل نوعًا من منزل البرج أو القلعة الصغيرة، كانت هذه البيوت أكثر شيوعًا في اسكتلندا. كان منزل باستل عبارة عن نسخة من طابقين، ويُكمل ما كان شكلًا شائعًا لمنازل الأثرياء في جميع أنحاء البلاد في أواخر فترات الأنجلوسكسون والنورمان.